# Matthias Lier
Matthias Lier (* 1979 in Bad Salzungen) ist ein deutscher Schauspieler.

## Leben
Matthias Lier wuchs in Zella, Thüringen auf. Nach dem Studium der Elektrotechnik und der Kybernetik studierte er an der Universität für Musik und darstellende Kunst Graz Schauspiel (Abschluss 2007).
Sein erstes Theater-Festengagement hatte er am Bayerischen Staatsschauspiel in München und stand u. a. in Graz, Hamburg und Berlin auf der Bühne.
Neben den Kinofilmen Lou Andreas-Salomé, Antons Fest und Homesick spielte er im Fernsehen u. a. in der ersten Staffel der deutschen Sitcom Lerchenberg mit.

## Filmografie

### Kino
- 2013: Antons Fest
- 2013: Kein Großes Ding
- 2015: Homesick
- 2015: The Story of The Green Line
- 2016: Burg Schreckenstein
- 2016: Lou Andreas-Salomé
- 2020: Endjährig

### Fernsehen
- 2009: Die Nonne und der Kommissar – Todesengel
- 2010: Ihr Auftrag, Pater Castell
- 2010: Notruf Hafenkante – Ein Fall für Mattes
- 2011: Tatort: Borowski und die Frau am Fenster
- 2012: Ein starkes Team – Die Gottesanbeterin
- 2013: Der Staatsanwalt
- 2013: Tatort: Allmächtig
- 2013: Lerchenberg (TV-Serie)
- 2014: Letzte Spur Berlin
- 2015: Weissensee
- 2015: Deutschland 83
- 2015: X Company
- 2015: Zorn – Wo kein Licht
- 2016: Tatort: Echolot
- 2016: Dead Man Working
- 2016: Ein Teil von uns
- 2016: Morden im Norden – Ausgespielt
- 2016  Die besonderen Fähigkeiten des Herrn Mahler
- 2017: Ich werde nicht schweigen
- 2018: Spreewaldkrimi: Tödliche Heimkehr
- 2018: Das schönste Paar
- 2018: Die Kanzlei: Ohne Vorwarnung
- 2019: 8 Tage (TV-Serie)
- 2019: Bonusfamilie (TV-Serie)
- 2020: Tatort: Krieg im Kopf
- 2020: Der Alte: Verlorene Seelen
- 2020: Frieden (Fernsehserie)
- 2021: Tatort: Unsichtbar
- 2021: SOKO Köln: Geschlagene Frauen
- 2023: Das Leben ist kein Kindergarten: Vaterfreuden (Fernsehreihe)
- 2023: Tatort: Aus dem Dunkel
- 2023: World on Fire
- 2024: Morden im Norden – Frauenabend
- 2024: Tatort: Angst im Dunkeln (Fernsehreihe)
- 2024: SOKO Linz – Weichenstellung	(Fernsehserie)
- 2024: Tatort: Dein gutes Recht (Fernsehreihe)